# Retrat de ballarina espanyola
Retrat de ballarina espanyola és una pintura a l'oli realitzada per Joan Miró el 1921 i que actualment forma part de la col·lecció permanent del Musée Picasso de París.

## Història
Retrat d'una ballarina espanyola és un llenç pintat per Joan Miró a Barcelona el gener de 1921. Aquest és l'últim treball de l'època en què va tractar d'"apropar-se a la forma mitjançant l'aplicació de la disciplina de cubisme". Fet a partir d'un cromus, és una gran pintura amb un dibuix intens i precís. Miró va tractar en va d'arribar a una veritat objectiva, sense emoció, amb realisme. Forma part de la col·lecció de Picasso, venut per primera vegada al Museu del Louvre i després al Museu Picasso de París.

## Descripció
La ballarina espanyola (i no ballarina negre com moltes vegades s'ha anomenat degut al fons negre de l'obra), està representada per la línia del seu contorn, amb colors vius (vestit vermell, els cercles foscos al voltant dels ulls) amb gran precisió en un saló. Tot està molt elaborat a l'obra, des del pal llarg a les perles i les arracades amb tires de color vermell i negre que subjecten el cabell. La precisió i la intensitat amb què l'artista defineix els ulls i el nas de la ballarina connecten directament amb els rostres de les pintures medievals catalanes, i fan que aquestes pintures semblin veritables icones. No obstant, amb la boca vermella sensual, una pinta de color taronja, i els molts arabescos emprats, aquesta pintura anuncia el futur tècnic de Miró.